# George Fix
George Joseph Fix (Dallas, 1939 — 10 de março de 2002) foi um matemático estadunidense.
Publicou (com Gilbert Strang) o livro An Analysis of The Finite Element Method em 1973.
Adicionalmente a seu trabalho em matemática, foi um entusiasta por cerveja e sua produção doméstica, autor de Principles of Brewing Science, dentre outras obras sobre o assunto.

## Educação
Graduado pela Universidade Texas A&M, com mestrado pela Universidade Rice e doutorado, em 1968, pela Universidade Harvard.

## Vida
George Fix nasceu e cresceu no Texas. Faleceu em 2002 vitimado por câncer.
Foi professor do departamento de matemática da Universidade Carnegie Mellon.

## References
- «Obituaries: George Fix». SIAM News. Society for Industrial and Applied Mathematics. Arquivado do original em 17 de maio de 2011

- Bonham, Louis (2002). «In Memoriam: Dr. George J. Fix III». BYO magazine. Consultado em 8 de dezembro de 2010. Arquivado do original em 3 de agosto de 2009